# Municipio de Deerhead
El municipio de Deerhead (en inglés: Deerhead Township) es un municipio ubicado en el condado de Barber en el estado estadounidense de Kansas. En el año 2010 tenía una población de 14 habitantes y una densidad poblacional de 0,08 personas por km².

## Geografía
El municipio de Deerhead se encuentra ubicado en las coordenadas 37°15′15″N 98°55′44″O / 37.25417, -98.92889. Según la Oficina del Censo de los Estados Unidos, el municipio tiene una superficie total de 164.73 km², de la cual 164,62 km² corresponden a tierra firme y (0,07 %) 0,11 km² es agua.

## Demografía
Según el censo de 2010, había 14 personas residiendo en el municipio de Deerhead. La densidad de población era de 0,08 hab./km². De los 14 habitantes, el municipio de Deerhead estaba compuesto por el 100 % blancos. Del total de la población el 0 % eran hispanos o latinos de cualquier raza.